# Сент-Андре-де-Кюбзак
Сент-Андре-де-Кюбзак (фр. Saint-André-de-Cubzac) — коммуна на юге Франции, расположенная в департаменте Жиронды, в регионе Новая Аквитания.
Район городской площади Бордо, расположенный на правом берегу Дордони, места, известного его значительным дорожным перекрестком[чем?] и мостами (дорожный мост Кюбзак, железнодорожный мост Кюбзак и автодорожный мост Кюбзак), которые преодолевают Дордонь и являются единственными дорожным и железнодорожным проходами между эстуарием Жиронды и Либурна.
Расположенная на севере Бордо, Сент-Андре-де-Кюбзак — перекресток RN10, идущий из Андая в Париж между Бордо и Ангулемом и бывшей RN137 Сент-Андре-де-Кюбзак в Сен-Мало. Сегодня — департаментская дорога, расположенная вдоль автострады A10, которая идет к Парижу и направляется в Сент. Прежде круглая площадь между RN10 и RN137, перекрестком A10 и RN10, теперь является автодорожным соединением.
Местная дорога D669 выходит из центра города и идёт вдоль правого берега Дордони в сторону коммуны Бур, а затем в Блай. Это — начало туристической дороги в горах.
Родина океанографа и морского исследователя Жака Ива Кусто.